# Gilmore (Maryland)
Gilmore es un lugar designado por el censo ubicado en el condado de Allegany en el estado estadounidense de Maryland. En el Censo de 2010 tenía una población de 127 habitantes y una densidad poblacional de 510,78 personas por km².

## Geografía
Gilmore se encuentra ubicado en las coordenadas 39°34′59″N 78°57′4″O / 39.58306, -78.95111. Según la Oficina del Censo de los Estados Unidos, Gilmore tiene una superficie total de 0.25 km², de la cual 0.25 km² corresponden a tierra firme y (0%) 0 km² es agua.

## Demografía
Según el censo de 2010, había 127 personas residiendo en Gilmore. La densidad de población era de 510,78 hab./km². De los 127 habitantes, Gilmore estaba compuesto por el 96.06% blancos, el 0% eran afroamericanos, el 0% eran amerindios, el 3.15% eran asiáticos, el 0% eran isleños del Pacífico, el 0% eran de otras razas y el 0.79% pertenecían a dos o más razas. Del total de la población el 0% eran hispanos o latinos de cualquier raza.